# 萨尔蒂纽
萨尔蒂纽是巴西圣保罗州的一个市镇。总面积101.404平方公里，总人口6333人，人口密度62.5人/平方公里。